# Sandra Abend
Sandra Abend (* 1976 in Haan) ist eine deutsche Kunsthistorikerin, Kuratorin und Publizistin. Seit 2019 leitet sie das Wilhelm-Fabry-Museum und ist verantwortlich für den Bereich Bildende Kunst in Hilden.

## Leben
Sandra Abend machte 1996 ihr Abitur in Düsseldorf. Anschließend studierte sie Kunstgeschichte, Germanistik und Philosophie an der Philosophischen Fakultät der Heinrich-Heine-Universität Düsseldorf. Ab 1996 arbeitete sie für das Wilhelm-Fabry-Museum. Im selben Jahr promovierte sie bei Hans Körner über den Fotokünstler Jeff Wall. 
Seit 2009 ist sie Dozentin für Kunstgeschichte an der Heinrich-Heine-Universität Düsseldorf. Von 2013 bis 2020 war sie Vorsitzende der Sektion Bildung der Deutschen Gesellschaft für Photographie (DGPh). Von 2017 bis 2022 war sie Lehrbeauftragte an der Kunstakademie Düsseldorf. 2019 übernahm sie die Leitung des Wilhelm-Fabry-Museums. Sandra Abend ist mit dem Fotografen und Dozenten Michael Ebert verheiratet.

## Publikationen

### Herausgeberschaft (Auswahl)
- Götter in Weiß. Arztmythen in der Kunst. Wilhelm-Fabry-Museum, Hilden 2010, ISBN 978-3-940710-11-6.
- mit Hans Körner: Vor-Bilder: Ikonen der Kulturgeschichte: Vom Faustkeil über Botticellis Venus bis John Wayne. Morisel Verlag, München 2015, ISBN 978-3-943915-19-8.
- mit Michael Ebert: Fotografieren für Kids: Kinder entdecken die Welt der Fotografie und wie man die Welt fotografiert. dpunkt.verlag, 2020, ISBN 978-3-86490-678-7 (3. Aktualisierte Auflage).
- mit Hans Körner: Schlüsselbilder, Morisel Verlag, München 2020, ISBN 978-3-943915-39-6.
- Charles Wilp. Kunst im Rausch der Werbung. Morisel Verlag, München 2021, ISBN 978-3-943915-49-5.
- Die moderne Wunderkammer. Kuriositäten der Welt. Morisel Verlag, München 2022, ISBN 978-3-943915-55-6.
- Sandra Abend und Hans Körner (Hrsg.), Feindbilder. Morisel Verlag, München 2022, ISBN 978-3-943915-54-9.
- mit Axel Hinrich Murken: Maina-Miriam Munsky. Im Kaltlicht der OP-Lampe. Verlag Murken-Altrogge, Herzogenrath 2023, ISBN 978-3-935791-79-3.

### Beiträge (Auswahl)
- Vom Kaiser zum Christus, Édouard Manets "Die Erschießung Kaiser Maximilians von Mexiko" und seine globalen Folgen in der Gegenwart. In: Blickränder, Grenzen, Schwellen und ästhetische Randphänomene in den Künsten, hrsg. von Astrid Lang, Wiebke Windorf. Lukas Verlag, Berlin 2017, S. 80–91, ISBN 978-3-86732-296-6.
- Interview mit kennedy+swan. In: Power plants / kennedy+swan. Shift Books, Berlin 2021, S. 104–125, ISBN 978-3-948174-60-6.
- Farbe bedeutet Freiheit. In: Bianca Baierl: Leben in Farbe. Verlag Kettler, Dortmund 2023, S. 8–15, ISBN 978-3-98741-066-6.

## Ausstellungskonzeptionen (Auswahl)
- Francisco de Goya und die Schrecken des Krieges. Wilhelm-Fabry-Museum, 2019.
- Thomas Baumgärtel – „Kunst heilt“. Wilhelm-Fabry-Museum, 2020.
- „Into Space“ & „Kunst im Rausch der Werbung“ – Charles Wilp. Wilhelm-Fabry-Museum und Kunstraum des Gewerbeparks-Süd 2021.
- Kunst und Medizin – Die Sammlung Murken. Wilhelm-Fabry-Museum, 2022.
- Juliane Rückriem. Passagen. Städtische Galerie, Hilden 2022.
- Kuriositäten der Welt – Die moderne Wunderkammer. Wilhelm-Fabry-Museum, 2022.
- Joseph Beuys – in Bewegung. Mit Axel Hinrich Murken. Kunstraum des Gewerbeparks-Süd, 2022.
- Eingebrannt – Die Geschichte über ein Foto, das jeder kennt: Das Napalm-Mädchen von Nick Út. Mit Michael Ebert. Wilhelm-Fabry-Museum, 2022.
- Kitsch und Kunst. Konfrontationen und Grenzgänge & ALIBABA Round the World. Kunstraum des Gewerbeparks-Süd, 2023.
- Maina-Miriam Munsky. Im Kaltlicht der OP-Lampe. Mit Axel Hinrich Murken und Jan Schüler. Wilhelm-Fabry-Museum, 2023.